# European New School of Digital Studies

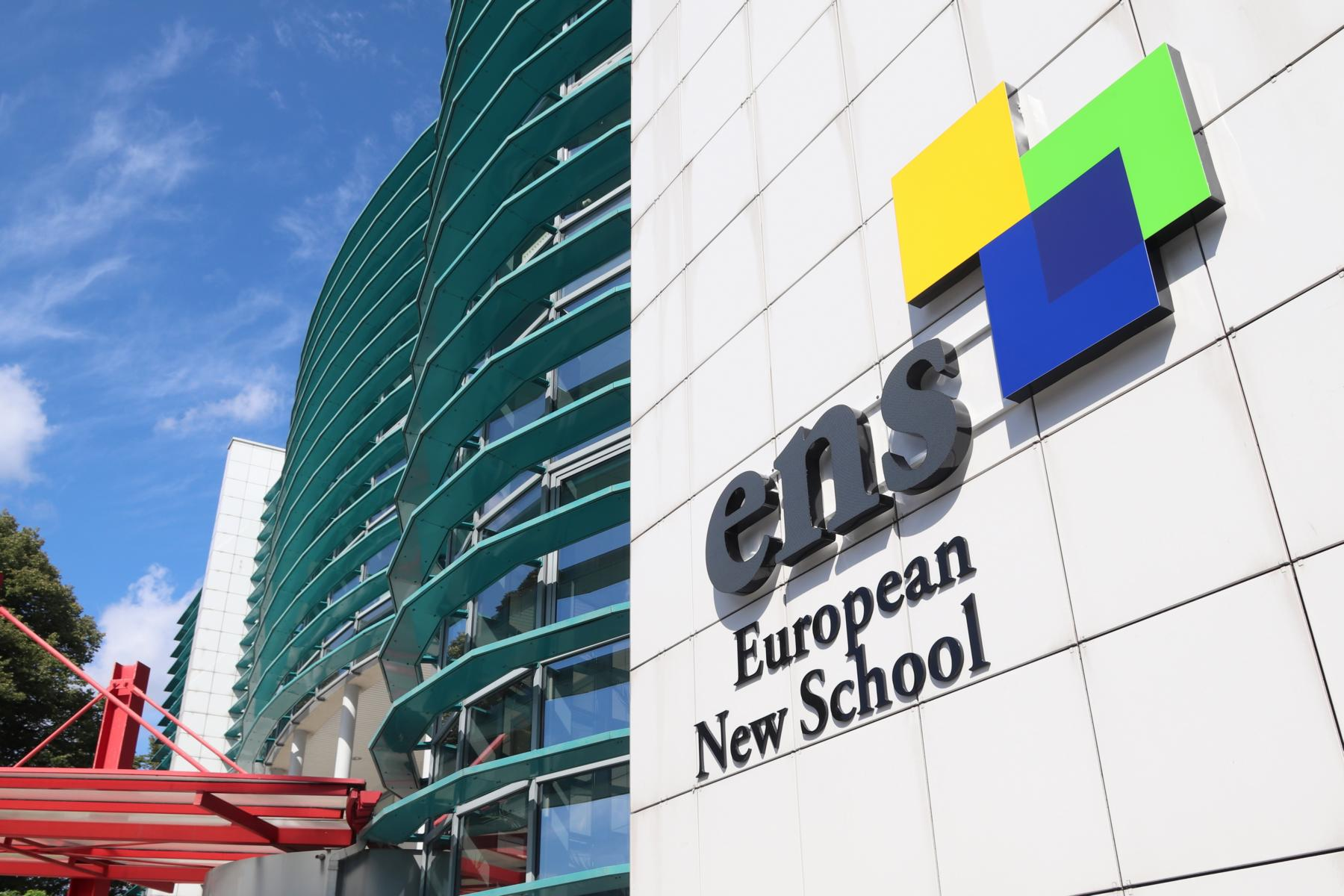
ENS-Logo an der Fassade des Bibliotheksgebäudes am Collegium Polonicum

Die European New School of Digital Studies (auch: ENS; European New School) ist eine grenzüberschreitende, internationale Lehr- und Forschungsinstitution mit dem Themenschwerpunkt Digitalisierung. Ihr Sitz ist in Frankfurt (Oder) / Słubice am Collegium Polonicum. Die ENS ist eine zentrale wissenschaftliche Einrichtung der Europa-Universität Viadrina Frankfurt (Oder), an deren Lehrangebot sich die Adam-Mickiewicz-Universität Posen beteiligt.

## Geschichte

### Vorbereitung
Im Oktober 2013 besuchten der deutsche Bundespräsident Joachim Gauck und der polnische Staatspräsident Bronisław Komorowski anlässlich der Eröffnung des akademischen Jahres die Europa-Universität Viadrina und das Collegium Polonicum, eine gemeinsame Lehr- und Forschungseinrichtung der Viadrina und der Adam-Mickiewicz-Universität Poznań. Im Rahmen des Besuchs warben die beiden Staatsoberhäupter für die Erweiterung des Collegium Polonicums zu einer deutsch-polnischen Hochschule.
Der Universitätspräsident der Viadrina, Gunter Pleuger, griff die Initiative auf und schlug als ersten Schritt den Ausbau des Collegium Polonicum in eine deutsch-polnische Fakultät vor. Als wichtigen Schritt zur gemeinsamen Fakultät bezeichnete er dabei die gemeinsam mit der Adam-Mickiewicz-Universität 2012 erfolgte Gründung des Deutsch-Polnischen Forschungsinstituts, denn „[d]amit verfügt das Collegium Polonicum nunmehr über die für eine gemeinsame Fakultät notwendige Lehr- und Forschungskapazität.“ Auf struktureller Grundlage dieses Instituts und der vom Land Brandenburg seit 2002 finanzierten acht Lehrstühle für das Collegium Polonicum, welche laut Institutsordnung resp. interministeriellem Abkommen für das Collegium Polonicum beide inhaltlich der „Berücksichtigung der Probleme der europäischen Integration, der Grenzregionen und vergleichender Forschungen unter internationalem und interkulturellem Aspekt“ verpflichtet waren, sollte die europäische Einigung zum thematischen Schwerpunkt der neuen Fakultät werden. Unter Pleugers Nachfolger, Alexander Wöll, der Ende 2014 sein Amt antrat, entstand ein diesem Grundansatz entsprechendes Konzept für eine Faculty for European and Regional Studies mit Schwerpunkt auf Digitalen Geisteswissenschaften. Die Neuorientierung war nicht unumstritten, zumal zeitgleich in Berlin und Potsdam größere Digitalisierungsinitiativen, wie die Digital Engineering Fakultät der Universität Potsdam, umgesetzt wurden. Einmalig war jedoch weiterhin der Anspruch zur Schaffung einer im deutschen wie im polnischen Hochschulsystem verankerten gemeinsamen Fakultät.
Interimspräsident Stephan Kudert konkretisierte die Bemühungen um die künftige Institution. Im Januar 2018 wurde der Dekan der Kulturwissenschaftlichen Fakultät der Viadrina, Jürgen Neyer, vom Präsidium zum Beauftragten für die internationale Fakultät ernannt.
Im Januar 2018 beschloss das Präsidium der Viadrina ein neues und konkreteres Konzept für die Fakultät und begann Förderverhandlungen mit dem Ministerium für Wissenschaft, Forschung und Kultur des Landes Brandenburg. Das Deutsch-Polnische Forschungsinstitut wurde geschlossen. Im Oktober 2018 übernahm Julia von Blumenthal die Leitung der Europa-Universität Viadrina.

### Gründung und Eröffnung (2019–2020)
Am 1. August 2019 verabschiedete der Stiftungsrat der Europa-Universität Viadrina ein Konzept, das die ENS als Zentrale Wissenschaftliche Einrichtung mit grenzüberschreitendem Charakter vorsah. Am 29. August erfolgte die Förderzusage durch das Brandenburgische Ministerium für Wissenschaft, Forschung und Kultur für insgesamt 4,16 Millionen Euro bis zum Jahr 2023. Die formale Einrichtung der ENS fand ihren Abschluss mit dem Beschluss des Stiftungsrates der Europa-Universität Viadrina, der die ENS am 3. März 2020 offiziell als Zentrale Wissenschaftliche Einrichtung an der Viadrina verankerte.
Am 22. Oktober 2020 wurde die European New School of Digital Studies eröffnet, bedingt durch die Covid-19-Pandemie ausschließlich als Online-Event.

## Campus

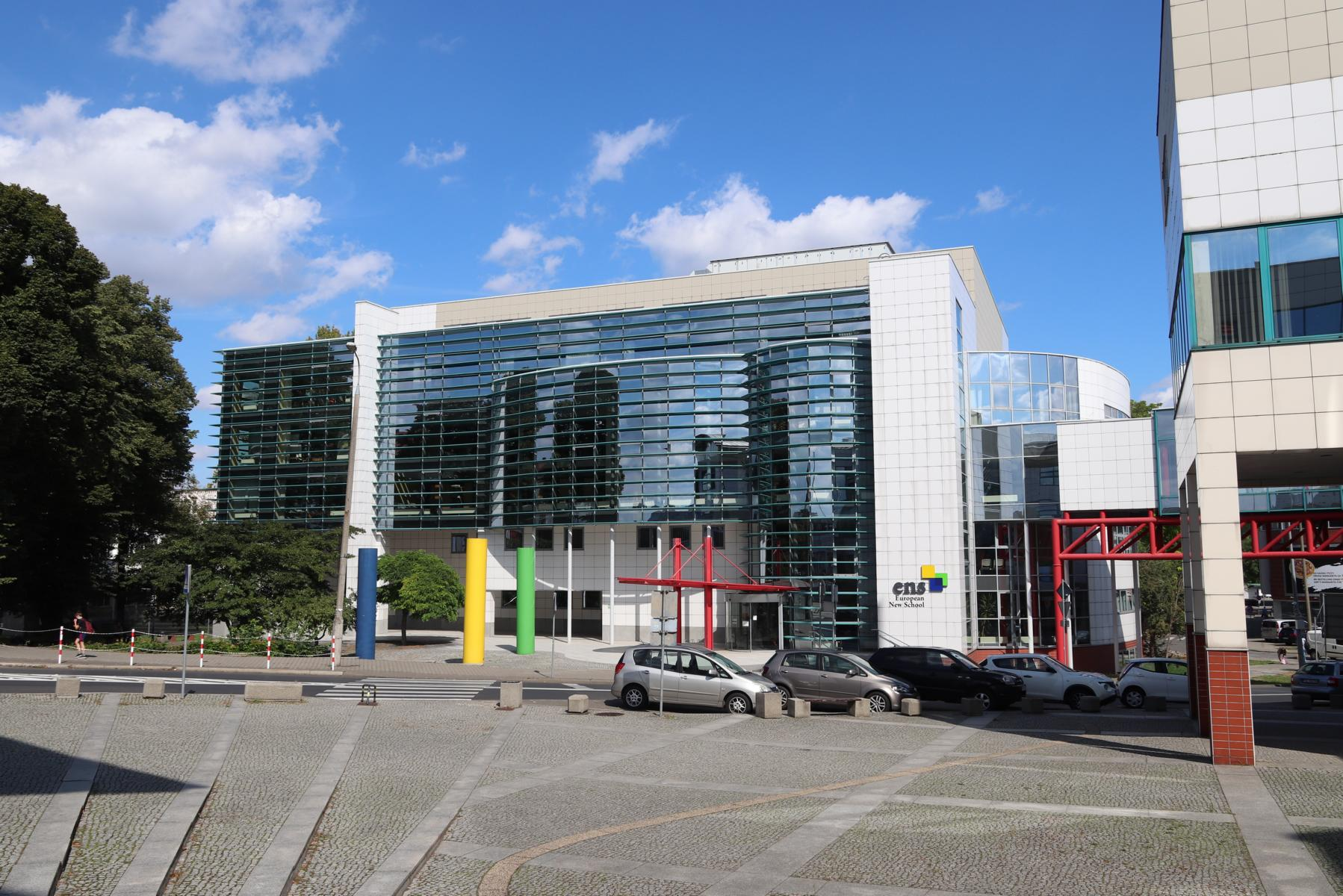
Bibliotheksgebäude des Collegium Polonicum, in dem sich der Coworking-Space der ENS befindet

Die European New School of Digital Studies hat ihren Sitz in Słubice am Collegium Polonicum, das für die gemeinsame Lehre und Forschung mit der Europa-Universität Viadrina von der Adam-Mickiewicz-Universität Poznań 1995–2001 als deren Außenstelle (poln. filia) errichtet worden ist. Neben Räumen für das Team der Verwaltung und die Professuren wurde im Bibliotheksgebäude ein Coworking-Space eingerichtet, welcher eine gemeinsame Nutzung durch Studierende und akademisches Personal vorsieht.

## Fachbereiche
- Recht und Ethik der digitalen Gesellschaft

- Information Management und Digitale Transformation

- Techniksoziologie

- Digitale Demokratie

### Studiengang Master of Digital Entrepreneurship (MoDE)
Das Studium an der ENS ist der Idee eines von Studierenden und Lehrenden gemeinsam verantworteten Lernprozesses verpflichtet. Dafür werden Studieninhalte gemeinsam mit außeruniversitären Experten in einer Verbindung aus theoretischem Wissen mit praktischem Projektbezug umgesetzt. Zentraler Bestandteil des Lehrkonzeptes der ENS ist der Einsatz digitaler Lehrformate. Seit dem Wintersemester 2020/21 bietet die ENS einen Masterstudiengang (Master of Digital Entrepreneurship) an.
Der MoDE ist ein viersemestriger Studiengang mit dem Abschlussziel „Master of Arts (M.A.)“, der sozial- und geisteswissenschaftliche, wirtschaftswissenschaftliche, rechtswissenschaftliche und technische Studieninhalte in einem transdisziplinären und projektorientierten Curriculum verbindet. Ziel des Studiengangs ist es, Absolventen zu befähigen, den digitalen Wandel zu verstehen und in verschiedenen Bereichen der Wirtschaft, Politik, Zivilgesellschaft und Verwaltung zu gestalten.